# Smok (галеон)
«Smok» (укр. "Дракон") — польський галеон, також відомий як галеон Сигізмунда Августа. Назва корабля передбачала, що він буде прикрашений фігурою дракона. Став першим військовим кораблем, який створювався для польського флоту, проте так ніколи і не був завершений. За задумом короля Сигізмунда II Августа галеон, разом із двома іншими суднами, мав стати ядром польського флоту.